# Siergiej Mironow (funkcjonariusz)
Siergiej Naumowicz Mironow (Miron Iosifowicz Korol, ros. Сергей Наумович Миронов, ur. 11 grudnia?/23 grudnia 1894 w Kijowie, zm. 22 lutego 1940 w Moskwie) – funkcjonariusz czekista, od grudnia 1936 szef Zarządu NKWD Kraju Zachodniosyberyjskiego, od sierpnia 1937 pełnomocny przedstawiciel ZSRR w Mongolii, komisarz bezpieczeństwa państwowego III rangi.

## Życiorys
Urodził się w Kijowie, w rodzinie żydowskiej. Jego rodzina przez pokolenia mieszkała w dzielnicy Szulawka. Dopiero dziadkowie Mironowa podnieśli status materialny rodziny. Jego babka Chaja prowadziła mleczarnię, co pozwoliło przenieść się rodzinie do lepszej dzielnicy. Dzięki zabiegom babki Siergiej i jego siostra Fienia zyskali dostęp do edukacji, uczęszczając do jednego z najlepszych gimnazjów w Kijowie. Mimo wymierzonych w Żydów limitów przyjęć na uczelnie wyższe, Mironow znalazł się na liście studentów Instytutu Handlowego.
Członek Wszechzwiązkowej Komunistycznej Partii (bolszewików) od 1925. Studiował na Uniwersytecie Kijowskim (1913-15). Uczestnik I wojny światowej, chorąży (1915). Od 1918 w Armii Czerwonej. Od 1920 roku w organach Czeka – OGPU – NKWD. Od 1928 szef Kubańskiego  Okręgowego Oddziału OGPU. W latach 1931-33 zastępca Pełnomocnego Przedstawiciela OGPU w Kazachstanie. Od 1933 szef Dniepropietrowskiego Obwodowego Oddziału GPU - szef UNKWD Obwodu Dniepropietrowskiego. W latach 1936-19szef UNKWD Kraju Zachodnio-Syberyjskiego. Komisarz bezpieczeństwa państwowego III rangi (1937). W latach 1937-1938 był pełnomocnym przedstawicielem ZSRR w Mongolii. W 1938 roku kierował 2 Wschodnim Oddziałem Ludowego Komisariatu Spraw Zagranicznych ZSRR. 
Aresztowany (1939), rozstrzelany .

## Odznaczenia
- Order Lenina (2 lipca 1937)
- Order Czerwonego Sztandaru (dwukrotnie – 12 lutego 1926 i 1930)
- Odznaka „Honorowy Funkcjonariusz Czeki/OGPU”